# Ludwik Zalewski (duchowny)
Ludwik Zalewski (ur. 30 kwietnia 1878 we wsi Nakły, zm. 7 lipca 1952 w Lublinie) – polski ksiądz infułat, doktor filozofii, historyk kultury, pedagog, bibliofil, literat.

## Życiorys
Urodził się w niezamożnej rodzinie chłopskiej we wsi Nakły k. Ostrołęki. Uczył się w szkole elementarnej w Ostrołęce, a następnie w progimnazjum w Pułtusku. W 1898 wstąpił do Seminarium Duchownego w Lublinie. Święcenia kapłańskie otrzymał w 1902. W latach 1904–1908 studiował w Katolickim Uniwersytecie we Fryburgu Szwajcarskim. Studia obejmowały filozofię, nauki historyczne, literaturę. Tytuł doktora filozofii otrzymał za rozprawę Sztuka rymotwórcza Franciszka Salezego Dmochowskiego i jej stosunek do "L'art poetique" Boileau. Po powrocie ze studiów został wikarym w parafii w Ostrowie Lubelskim, później był proboszczem parafii w Piotrawinie i Dzierzkowicach. Był profesorem seminarium lubelskiego (1909–1929), a jednocześnie nauczał religii w lubelskich szkołach: Arciszowej, Kunickiego, Staszica. Od 1909 do 1923 pełnił funkcję kierownika biblioteki w seminarium. W roku 1919 pracował przy organizacji Biblioteki Katolickiego Uniwersytetu Lubelskiego. W 1926 otrzymał tytuł kanonika kapituły kolegiaty zamojskiej. Od 1929 był profesorem, a od 1932 do 1952 dyrektorem Prywatnego Gimnazjum Sióstr Kanoniczek w Lublinie.
Był współzałożycielem Lubelskiego Towarzystwa Miłośników Książki utworzonego w 1926 i jego pierwszym prezesem, którą to funkcję pełnił aż do dnia śmierci. Zgromadził bardzo wartościowy – jedyny takiej klasy w Lublinie – księgozbiór, który jednakże po jego śmierci został zabrany wbrew prawu do Biblioteki Narodowej, później po wielu staraniach do Lublina wróciła tylko mniej cenna część tego księgozbioru i trafiła do Biblioteki Publicznej im. Hieronima Łopacińskiego oraz Biblioteki Głównej UMCS. Przed II wojną światową kolekcjonował ekslibrisy kościelne, bibliotek polskich XVIII–XX wieku i prywatnych z XX wieku.
Po wojnie mianowany honorowo kanonikiem kapituły katedralnej lubelskiej oraz prałatem, scholastykiem kapituły kolegiaty zamojskiej. Działał w komisji dziejów oświaty i szkolnictwa Polskiej Akademii Umiejętności, w Towarzystwie Opieki nad Majdankiem i w Głównej Komisji Badania Zbrodni Hitlerowskich, przewodniczył reaktywowanemu Towarzystwu Przyjaciół Nauk. W 1950 został członkiem zarządu przymusowego zrzeszenia „Caritas” w Polsce.
Pochowany na cmentarzu przy ul. Lipowej w Lublinie.

## Ordery i odznaczenia
- Krzyż Kawalerski Orderu Odrodzenia Polski (11 listopada 1937)[7]
- Złoty Wawrzyn Akademicki (5 listopada 1938)[8]
- Order Białego Kruka (pośmiertnie, 1956)

## Upamiętnienie
Jego imieniem nazwana została ulica w dzielnicy Wrotków w Lublinie.